# Il dominio delle tenebre
Il dominio delle tenebre (Svengali) è un film muto tedesco del 1927 diretto da Gennaro Righelli.

## Produzione
Il film fu prodotto dalla Terra-Filmkunst.

## Distribuzione
Distribuito in Germania e in Austria dalla Terra-Filmverleih, il film fu presentato all'Atrium di Berlino il 7 settembre 1927.